# Bodyswerve
Bodyswerve ist das Debütalbum des Cold Chisel Sängers Jimmy Barnes. Das Album wurde am 10. September 1984 veröffentlicht und erreichte Platz eins der australischen Albencharts.

## Geschichte
Auf dem Album sind unter anderem zwei Coverversionen von Sam Cooke und Janis Joplin enthalten. No Second Prize wurde im August 1984 als erste Single des Albums veröffentlicht. Das Lied wurde ursprünglich von Cold Chisel geschrieben, aber nicht aufgenommen. Das Lied wurde im Jahr 1980 geschrieben und den Bandmitgliedern Alan Dallow und Billy Rowe gewidmet, die beide bei einem Autounfall starben. Die Version der Band erschien 1984 auf deren Album Teenage Love. Das Lied wurde unter anderem in diversen australischen Milch-Werbungen gespielt und dadurch noch populärer. Vision, Daylight, No Second Prize, Promise Me You’ll Call und Thick Skinned wurden alle für Barnes nächstes Album For the Working Class Man (1985) remixt. Der Albumtitel ist an einen Begriff aus dem Football-Sport angelehnt.

## Titelliste
Die Songwriter der Lieder stehen in den Klammern.
1. „Vision“ (Barnes)
2. „Daylight“ (Barnes)
3. „Promise Me You’ll Call“ (Barnes)
4. „No Second Prize“ (Barnes)
5. „Boys Cry Out For War“ (Barnes)
6. „Paradise“ (Barnes)
7. „A Change Is Gonna Come“ (Cooke)
8. „Thick Skinned“ (Barnes/Arnott)
9. „Piece of My Heart“ (Ragovoy/Berns)
10. „Fire“ (Eastick)
11. „World's on Fire“ (Barnes/Clapton/Eastick/Howe/Arnott/Stockley)

## Mitwirkende
- Gesang: Jimmy Barnes
- Gitarre: Jimmy Barnes, Chas Sandford, Mal Eastick, Chris Stockley
- Bass: Bruce Howe
- Schlagzeug: Ray Arnott
- Keyboard: Steve Hill
- Backgroundgesang: Renée Geyer, Venetta Fields, Shauna Jenson
- Mandoline: Chris Stockley
- Bagpipes: Viv Riley, Barry Riley

## Charts
| Jahr | Land       | Platzierung |
| ---- | ---------- | ----------- |
| 1984 | Australien | 1           |